# Худобычка
Худобычка — река в Белоруссии, протекает по территории Кричевского района Могилёвской области, левый приток реки Сож. Длина реки — 15 км, площадь её водосборного бассейна — 64 км², средний наклон водной поверхности 1,6 ‰.
Река берёт начало у посёлка Кричев 2-й, течёт на юго-запад. Протекает по Оршанско-Могилевской равнине, под лесом 22 % берега. Русла в нижнем течении канализировано.
Крупнейший приток — река Коренец (левый).
Худобычка протекает сёла и деревни Кричев 2-й, Красная Буда, Красный Сад, Михеевичи, Прудок.
Впадает в Сож напротив южных окраин города Кричев.